# Brisón de Acaya
Brisón de Acaya (en griego: Βρύσων ὁ Ἀχαιός, 330 AC) fue un filósofo griego antiguo.
Se sabe muy poco sobre él. Se piensa que fue alumno de Estilpón y Clinómaco, lo que le situaría en la escuela megárica, y que enseñó a Crates el cínico, Pirrón el escéptico y Teodoro el Ateo. Diógenes Laercio lo incluye entre una lista de filósofos que no dejaron escritos.
Hay indicios de que se le ha confundido con Brisón de Heraclea, el sofista y matemático que parece haber vivido en la época de Sócrates.